# Gisèle Celan-Lestrange
Pour les articles homonymes, voir Celan et Lestrange (homonymie).
Gisèle Celan-Lestrange, née Gisèle de Lestrange le 19 mars 1927 à Paris où elle est morte le 9 décembre 1991, est une artiste peintre et graveuse française.

## Biographie
Gisèle de Lestrange a étudié à l'académie Julian de 1945 à 1949, puis à l'atelier de gravure de Johnny Friedlaender,de 1954 à 1957.
Graveuse reconnue, elle a travaillé avec l'atelier Lacourière-Frélaut (Paris) à partir de 1964.
Elle a épousé le poète Paul Celan en 1952.
Elle est connue pour son art de la gravure et a illustré des livres de poètes.

## Livres illustrés
- avec Paul Celan, Atemkristall (Cristal de souffle), 1965, cycle de vingt et un poèmes accompagnés de huit gravures
- avec Paul Celan, Schwarzmaut (Péage noir ), 1969, cycle de quatorze poèmes avec quinze gravures
- avec Martine Broda, Double, La Répétition, 1978
- Numéro 4 de la revue Clivages